# Pik Thorez
Pik (Maurice) Thorez (oder Thoreza; russisch пик Морис Торез; anglisiert: Tereza) bezeichnet einen Berg im Tian Shan in Xinjiang (VR China) an der früheren Grenze zu Kirgisistan.

## Lage
Der 6323 m (nach anderen Quellen 6401 m) hohe vergletscherte Berg liegt in der Meridionalkette zwischen dem Östlichen Schatjor im Norden und Pik Druschba im Süden. Im Norden liegt der Engiltschek-Pass (5310 m), im Süden ein 5342 m hoher Bergsattel. Ein kurzer Bergkamm zweigt von der Meridionalkette vom Gipfel des Pik Thorez aus nach Westen ab. Der Khan Tengri erhebt sich 8,9 km nordwestlich.
An der Nordwestflanke liegt der Demtschenko-, an der Südwestflanke der Druschba-Gletscher. Beide sind Tributärgletscher des westlich verlaufenden Südlichen Engiltschek-Gletschers.
Die Ostflanke des Pik Thorez wird über den Tugbeltschi-Gletscher entwässert.

## Namensherkunft
Der Berg trägt den Namen des französischen Politikers Maurice Thorez, der auch Generalsekretär der Parti communiste français (PCF) war.

## Nebengipfel
Auf dem westlich abzweigenden Bergkamm liegen die Gipfel Pik Otkrytije („Gipfel der Entdeckung“, 5664 m ⊙), Pik Edelweiß (ca. 5750 m ⊙) und Pik (Tschokan) Walichanow (6060 m ⊙).
Auf dem Hauptkamm in nördlicher Richtung erheben sich die beiden Nebengipfel Sneschnaja Skaska („Schneemärchen“, ca. 6000 m ⊙) und Pik (Richard) Sorge (benannt nach Richard Sorge; 6107 m oder 6210 m ⊙).

## Besteigungsgeschichte
Der Pik Thorez wurde im Jahr 1964 erstbestiegen.

## Karten
- Blatt 0/15 Khan Tengri – Tien Shan, Kyrgyzstan, Alpenvereinskarte 1:100.000